# 崔順實
崔瑞元（1956年6月23日—），原名是崔順實，是前任韓國總統朴槿惠的好友兼親信。她是2016年韓國政治醜聞事件的主要人物，涉及干預政治及操弄大權。

## 經歷
她是第十八任韓國總統朴槿惠涉及的2016年韓國政治醜聞的主要人物。她被控涉嫌干預朴槿惠制定政府政策和決策，包括在未有官職的情況下得以閱讀國家機密。

## 家庭
其父親崔太敏自創新興宗教，稱永世教。
出生時被取名為崔畢女，1979年改名為崔順實，2014年再度改名為崔瑞元。法院判決中，使用現名崔瑞元，不過國會國政調查及媒體，大多仍以崔順實稱呼她。
鄭潤會為崔順實前夫，1995年結婚，已於2014年離婚。郑维罗是她和前夫的女兒，因為被梨花女子大学违例破格录取，产生大量争议。

## 爭議

### 干政醜聞
2016年10月26日，檢察官突擊搜查崔順實的辦公室和住宅，其後朴槿惠的秘書在醜聞公開後遭勒令辭職。此前，她可能曾命令韓國檢察官起訴日本記者加藤達也，指他誹謗朴槿惠和前任幕僚長鄭潤會（崔順實前夫）於世越号沉没事故時，與崔順實秘密會面七小時。10月29日，首爾清溪川廣場有上萬名民眾集會，要求朴槿惠下台及羈押崔順實，正義黨國會議員魯會燦和民主運動家白基玩均有參與。
2016年10月30日，崔順實自歐洲返國。10月31日下午，崔順實以嫌疑人身分被檢方傳喚應訊，當天深夜遭檢方緊急逮捕。11月4日晚間，南韓法院批准發出逮捕令後，崔順實正式遭到逮捕，等候受審。
2016年11月19日正式起訴。事件導致朴槿惠被國會彈劾，最終被罷免。2018年2月13日，首爾中央地方法院以包括濫用權力、欺詐未遂及強迫等裁定崔順實罪名成立，判監20年。8月24日，在二审中，朴槿惠被判25年，崔顺实本人被判20年。

### 滥用特權
馬術「盛裝舞步」運動員郑维罗是她和前夫的女兒，因為被名校梨花女子大学录取，产生大量争议，梨大師生曾為此示威數十日，最終迫使校長引咎下台。其女兒進入梨大後經常以不符要求的理由曠課，校方卻許可；鄭在部分科目不交作業、不參加考試，校方也讓她過關，甚至有教授代替她交作業。南韓教育部基於上述結果，將要求梨大取消其的入學資格，但其已於2016年10月31日透過網路申請退學，因此梨大無法直接開除其入學資格。
2016年11月15日，韓國教育部對其女兒發布的報告指出，她在清潭高中不但高三僅上課17天還能畢業，且超額參與運動賽事（一年只能參加4次），因此要求該高中取消其畢業證書。同時也要求梨花女子大學取消她的入學資格，並追究相關人士。
2017年6月23日，首爾中央地方法院以妨礙業務裁定崔順實罪名成立，判監3年。11月14日，首尔高等法院进行二审宣判，崔顺实因帮助女儿入学舞弊被判处3年有期徒刑。2019年8月29日下午2时，韩国最高法院推翻崔顺实二审判决，将案件发回首尔高等法院重审。
2020年6月11日上午，韩国最高法院作出终审判决，以“滥用职权、妨害行使权力”“诈骗未遂”等罪名判处崔顺实18年有期徒刑，罚款200亿韩元，追缴犯罪所得63亿韩元。